# Nannium parvum
Nannium parvum är en insektsart som beskrevs av Ernst Evald Bergroth 1898. Nannium parvum ingår i släktet Nannium och familjen barkskinnbaggar. Inga underarter finns listade i Catalogue of Life.